# Lüzong
Le Lüzong (chinois : 律宗 ; pinyin : lǜzōng ; litt. « école de la Discipline ») également traduit en japonais par risshū (律宗, « école de la discipline ») et parfois traduit en français par école Ritsu est une école chinoise du bouddhisme suivant les préceptes du Vinaya. Elle est au Japon une des Six écoles de la Capitale du Sud de Nara.
Comme la majorité des écoles bouddhiques, elle prône le respect de certaines règles de conduite afin d'atteindre l'état de Bouddha.

## En Chine
Cette école a été créée au VIIe siècle par le moine chinois Daoxuan (道宣 ; jp : Dōsen) (596-667) dans les monts Zhongnan (chinois : 终南山 ; pinyin : zhōngnán shān), qui lui ont également donné les noms de Nanshanluzong 南山律宗 ou Nanshanzong 南山宗, dans la province du Shaanxi, sous la Chine de la Dynastie Tang.
Cette école se spécialise dans le vinaya, les règles de la vie monastiques dans le bouddhisme, et elle s'appuie sur le "Vinaya en quatre parties" (四分律 ; ch : Sifenlü ; jp : Shibun ritsu) de l'école indienne des Dharmaguptaka. Ce courant du Vinaya, importé en Chine par le moine Dharmayaśas en 408, va s'imposer en Chine et devenir le courant majeur du Vinaya. Il prévoit l'observance de 250 vœux pour les hommes et 348 vœux pour les femmes, tels que décrits dans le Dharmaguptakavinaya, auxquels sont ajoutés les 58 vœux de bodhisattva du Sūtra du Filet de Brahma (sk : Brahmājālasūtra ; 梵網経 ch : Fanwang jing ; jp : Bonmōkyō). Cette école considère trois catégories de disciplines : la bonne conduite, le fait d'accumuler les bonnes actions et le fait d'œuvrer au bien des êtres.

## Au Japon
Ces codes de conduite ont été importés au Japon par le moine chinois Jianzhen (en japonais Ganjin (鑑真)) en 754.
Les temples principaux de cette secte au Japon sont le Tōdai-ji et le Tōshōdai-ji, fondé par Jianzhen lui-même.
Cette école déclina vers le milieu de la période Heian mais réapparut à l'époque de Kamakura.